# Девід Кортні Марр
Девід Кортні Марр (англ. David Courtnay Marr; 19 січня 1945, Вудфорд, Ессекс, нині у складі Великого Лондона — 17 листопада 1980, Кембридж, Массачусетс) — британський нейробіолог і психолог, найбільш відомий завдяки роботі про зір, що вийшла посмертно: «A computational investigation in the human representation and processing of visual information».

## Творча біографія
Марр працював на стику психології, штучного інтелекту та нейрофізіології, розробляючи нові обчислювальні моделі обробки візуальної інформації у мозку. Незважаючи на ранню смерть у віці лише 35 років, він встиг залишити багату наукову спадщину, вплинув на візіологію, і вважається одним із засновників мультидисциплінарної сфери наукових досліджень — обчислювальної нейронауки (англ. computational neuroscience).
Досліджуючи комп'ютерне моделювання зору, дійшов висновку про необхідність допустити етап «початкового нарису» (primal sketch). На цьому етапі світлові шаблони, впливаючи на рецептори, перетворюються на кодовані описи ліній, точок або граней разом з їх розташуванням, орієнтацією та кольором. Ці ідеї використано для розробки теорії інтеграції ознак Енн Трісман.
Марр виділяє триступеневий процес сприйняття тривимірних об'єктів.
На першому етапі формується двовимірний початковий малюнок сенсорної інформації, що надходить на сітківку ока.
На другому етапі створюється псевдотривимірна картина об'єктів з урахуванням ознак глибини (див. сприйняття глибини) та інших. На другому етапі в повному обсязі відбиваються не всі характеристики тривимірності.
На третьому етапі створюється повноцінна тривимірна картина орієнтації об'єктів та його взаємного розташування.

## Публікації
- (1969) «A theory of cerebellar cortex.» J. Physiol., 202:437–470.
- (1970) «A theory for cerebral neocortex.» Proceedings of the Royal Society of London B, 176:161–234.
- (1971) «Simple memory: a theory for archicortex.» Phil. Trans. Royal Soc. London, 262:23–81.
- (1974) «The computation of lightness by the primate retina.» Vision Research, 14:1377–1388.
- (1975) «Approaches to biological information processing.» Science, 190:875–876.
- (1976) «Early processing of visual information.» Phil. Trans. R. Soc. Lond. B, 275:483–524.
- (1976) «Cooperative computation of stereo disparity.» Science, 194:283–287. (with Tomaso Poggio)
- (March 1976) «Artificial intelligence: A personal view.» Technical Report AIM 355, MIT AI Laboratory, Cambridge, MA.
- (1977) «Artificial intelligence: A personal view.» Artificial Intelligence 9(1), 37–48.
- (1977) «From understanding computation to understanding neural circuitry.» Neurosciences Res. Prog. Bull., 15:470–488. (with Tomaso Poggio)
- (1978) «Representation and recognition of the spatial organization of three dimensional shapes.» Proceedings of the Royal Society of London B, 200:269–294. (with H. K. Nishihara)
- (1979) «A computational theory of human stereo vision.» Proceedings of the Royal Society of London B, 204:301–328. (with Tomaso Poggio)
- (1980) «Theory of edge detection.» Proc. R. Soc. Lond. B, 207:187–217. (with E. Hildreth)
- (1981) «Artificial intelligence: a personal view.» In Haugeland, J., ed., Mind Design, chapter 4, pages 129—142. MIT Press, Cambridge, MA.
- (1982) «Representation and recognition of the movements of shapes.» Proceedings of the Royal Society of London B, 214:501–524. (with L. M. Vaina)
- (1982) Vision: A Computational Investigation into the Human Representation and Processing of Visual Information. San Francisco: W. H. Freeman and Company. ISBN 0-7167-1284-9. (In 2010, MIT press re-published the book with a foreword from Shimon Ullman and an afterword from Tomaso Poggio under ISBN 9780262514620.)